# Simosyrphus
Simosyrphus là một chi ruồi trong họ Syrphidae.

## Loài
- Simosyrphus aegyptius (Wiedemann, 1830)
- Simosyrphus grandicornis (Macquart, 1842)
- Simosyrphus scutellaris (Fabricius, 1805)[2]

Danh sách này không đầy đủ, bạn cũng có thể giúp mở rộng danh sách.

## Hình ảnh

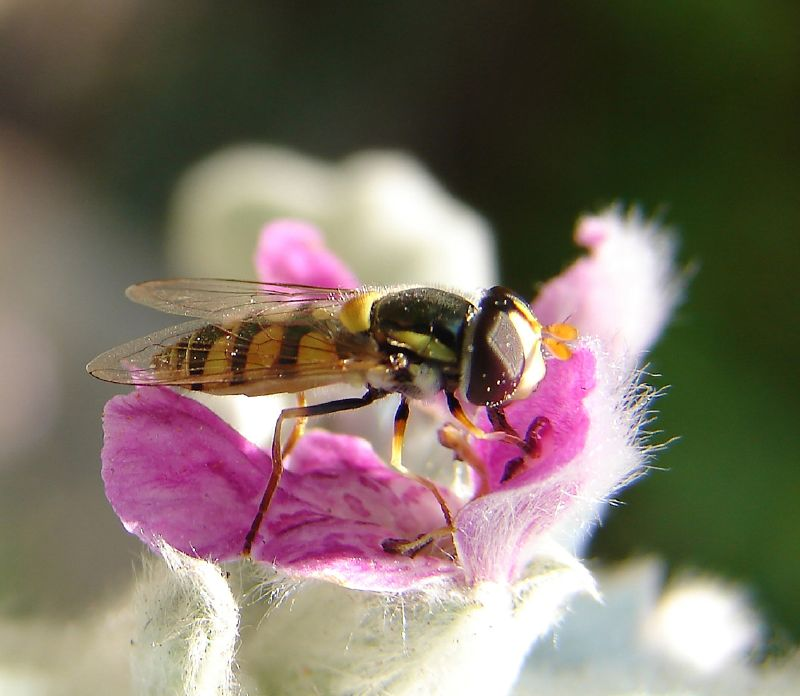